# Frederici Honores

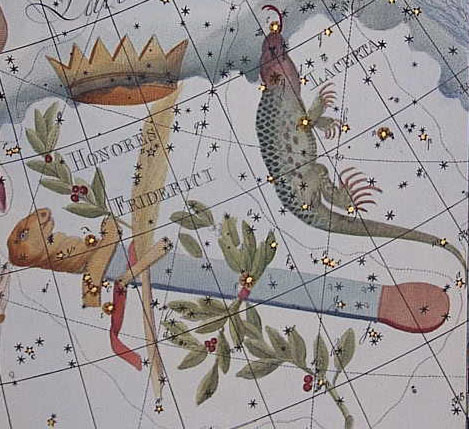
La constelación de Honores Frederici.

Honores Frederici, también llamada Gloria Frederici u Honores Friderici, fue una constelación creada por el astrónomo alemán Johann Elert Bode entre 1787 y 1790 para honrar a Federico el Grande, rey de Prusia, quien había fallecido en 1786. Su nombre en alemán era Friedrich's Ehre. 
La constelación se situaba en una región adyacente a las constelaciones de Cefeo, Lagarto, Casiopea y Andrómeda. Sus principales estrellas fueron: ι, κ, λ, ο, y ψ Andromedae, son de escaso brillo, destacando lambda andromedae (λ And) con magnitud aparente de +3,81. el resto de las estrellas son de cuarta categoría o inferior. Formaba un dibujo de una corona real y una espada, bordeadas por unas ramas de laurel. Al igual que otras constelaciones creadas a efecto de enaltecer la figura de algún personaje de época, no fue reconocida como tal y sus estrellas quedaron ubicadas entre las actuales constelaciones de Andrómeda y Casiopea.